# 笛吹利明
笛吹 利明（うすい としあき、1953年2月27日 - ）は日本のアコースティックギタリスト、アレンジャー、音楽プロデューサー。東京都品川区出身、在住。

## 経歴
笛吹は自らを「根っからのサイドマン」と評する。アマチュア時代から自分がメインとして演奏する事は一度も考えたことがなく、メインアーティストよりも、横に立ってサポートするプレイヤーばかりに目（と耳）を奪われていたという。
1973年（昭和48年）より、スタジオミュージシャンとして多数のアーティストのレコーディングに参加。
1970年代の終盤、長渕剛と出会う。1979年（昭和54年）リリースの2ndアルバム『逆流』のレコーディングが初顔合わせだった。当初はアーティストと、そのレコーディングに呼ばれたスタジオミュージシャンの一人、という関係にすぎなかったが、1980年（昭和55年）の『乾杯』、1981年（昭和56年）の『Bye Bye』を経て、1982年（昭和57年）の6thアルバム『時代は僕らに雨を降らしてる』で「交差点」を長渕と連名で編曲を行う。この仕事を機に、二人は急速に親交を深め、やがて笛吹はコンサートツアーのサポートもスタートする。現在ではバックバンドのバンドマスターや音響監督を務め、長渕・笛吹自身にとって互いが必要不可欠な存在と言えるまでになっている。腱鞘炎を患った事などもあり2010年よりツアー同伴はなくなったものの、現在でも両者の交流は続いている。
浜田良美とユニット「スローダウン」を組むほか、オリジナルギターブランド「Shelly」のプロデューサーでもある。

## スタジオミュージシャンとして携わったアーティスト

### レコーディング
- 阿部義晴
- 井亀明彦
- 石川セリ
- 石川ひとみ
- 今井美樹
- 大内義昭
- 大瀧詠一
- 岡本真夜
- 尾崎亜美
- 尾崎豊
- 河野りょう
- 門あさ美
- 桑田佳祐
- 財津和夫
- さだまさし
- 沢田聖子
- 髙橋真梨子
- 谷村新司
- CHAGE and ASKA
- 徳永英明
- 中島みゆき
- 中西圭三
- 長渕剛
- 浜田省吾
- 原由子
- 松田聖子
- 松山千春
- 南こうせつ
- 山根康広
- 吉田拓郎
- 区麗情
- 広瀬香美
- 宗次郎
- 下田逸郎
- 山崎ハコ
- 永井龍雲
- ブレッド&バター
- 加藤登紀子
- 岩代太郎
- 山口岩男
- 左嵜啓史
- 小田純平
- 堀江由衣

など

### コンサートツアー
- 石川セリ
- 小田純平
  - 2014「音楽にできること-花の遺言-　」
  - 2015「音楽にできること-無くしたものを数えてみても-　」
  - 2016「音楽にできること　－生きるほどにー 」「 音楽にできること ～母のマフラー 」
  - 2017「音楽にできること　－散歌ー 」
  - 2018-2019「音楽にできること　～愛しき人たちへ～」
  - 2019「 音楽にできること　～新しい時代へ向けて」
  - 2020-2021「～　道　愛　歌　また一歩づつ　～」
  - 2022「音楽にできること　～それぞれの明日へ～ 」
- 風
- 加藤登紀子
- 永井龍雲
- 長渕剛
  - 1987「LICENSE」
  - 1988「NEVER CHANGE」
  - 1989「昭和」
  - 1990-1991「JEEP」
  - 1992「JAPAN」
  - 1993「JAPAN」
  - 1994「Captain Of The Ship」
  - 1995「いつかの少年」
  - 1996「KAZOKU」
  - 1997-1998「ふざけんじゃねぇ」
  - 1998-1999「SAMURAI」
  - 2000「ONLY 2×2」an unplugged
  - 2001-2002 「空 / SORA 」
  - 2002「YOKOHAMA STADIUM」
  - 2003「KEEP ON FIGHTING」
  - 2004「桜島オールナイトコンサート」
  - 2007「KANSAI SUPER SHOW 『太陽の船 』」
  - 2009「「FRIENDS 」「 Countdown Live'09-'10 」 ・・・Sound Director として
  - 2015「 富士山ふもとっぱらオールナイトライブ 」

- 松山千春
  - 1980「魂燃やす時」他
  - 1981「時代をこえて」他
  - 1982-1983「今、失われたものを求めて」他

- 丸山圭子
  - 2017－2018「～レトロモダン誘い～.」
- 山崎ハコ